# 14th Screen Actors Guild Awards
14th SAG Awards

27. januar 2008
Best Cast - Motion Picture:

No Country for Old Men
Best Cast - Drama Series:

The Sopranos
Best Cast - Comedy Series:

The Office
Det 14th Annual Screen Actors Guild Awards uddeling, for at ære de bedste film – og TV-skuespillere i året 2007, foregik den 27. januar 2008 og, for den 12. gang i træk, blev uddelingen holdt i Shrine Exposition Center i Los Angeles, California.
De nominerede blev præsenteret den 20. december 2007.
Into the Wild modtog det højeste antal af nomineringer i filmkategorien med i alt 4 nomineringer; tre for skuespille og en for bedste cast. In the television categories The Sopranos, 30 Rock and Ugly Betty had the most nominations with three each.
2007 Screen Actors Guild Awards var først til at uddele awards for Outstanding Performance by a Stunt Ensemble in a Motion Picture and Outstanding Performance by a Stunt Ensemble in a Television Series.
2007-uddelingen fejrede og Screen Actors Guilds 75. jubilæum.
For at ære den pt. nyligt afdøde Heath Ledger, dedikerede Daniel Day-Lewis sin award til ham.

## Vindere og nominerede

### Outstanding Actor
Daniel Day-Lewis – There Will Be Blood
- George Clooney – Michael Clayton
- Ryan Gosling – Lars and the Real Girl
- Emile Hirsch – Into the Wild
- Viggo Mortensen – Eastern Promises

### Outstanding Actress
Julie Christie – Away from Her
- Cate Blanchett – Elizabeth: The Golden Age
- Marion Cotillard – La Vie En Rose
- Angelina Jolie – A Mighty Heart
- Ellen Page – Juno

### Outstanding Supporting Actor
Javier Bardem – No Country for Old Men
- Casey Affleck – The Assassination of Jesse James by the Coward Robert Ford
- Hal Holbrook – Into the Wild
- Tommy Lee Jones – No Country for Old Men
- Tom Wilkinson – Michael Clayton

### Outstanding Supporting Actress
Ruby Dee – American Gangster
- Cate Blanchett – I'm Not There
- Catherine Keener – Into the Wild
- Amy Ryan – Gone Baby Gone
- Tilda Swinton – Michael Clayton

### Outstanding Cast
No Country for Old Men
Javier Bardem
Garret Dillahunt
Woody Harrelson
Kelly Mcdonald
Tess Harper
Tommy Lee Jones
Josh Brolin
- 3:10 to Yuma
- American Gangster
- Hairspray
- Into the Wild

### Outstanding Stunt Ensemble
The Bourne Ultimatum
- 300
- I Am Legend
- The Kingdom
- Pirates of the Caribbean: Ved Verdens Ende

## Fjernsyn

### Outstanding Actor – Drama Series
James Gandolfini – The Sopranos
- Michael C. Hall – Dexter
- Jon Hamm – Mad Men
- Hugh Laurie – House
- James Spader – Boston Legal

### Outstanding Actor – Comedy Series
Alec Baldwin – 30 Rock
- Steve Carell – The Office
- Ricky Gervais – Extras
- Jeremy Piven – Entourage
- Tony Shalhoub – Monk

### Outstanding Actor – Television Movie or Miniseries
Kevin Kline – As You Like It
- Michael Keaton – The Company
- Oliver Platt – The Bronx is Burning
- Sam Shepard – Ruffian
- John Turturro – The Bronx is Burning

### Outstanding Actress – Drama Series
Edie Falco – The Sopranos
- Glenn Close – Damages
- Sally Field – Brothers & Sisters
- Holly Hunter – Saving Grace
- Kyra Sedgwick – The Closer

### Outstanding Actress – Comedy Series
Tina Fey – 30 Rock
- Christina Applegate – Samantha Who?
- America Ferrera – Ugly Betty
- Mary-Louise Parker – Weeds
- Vanessa Williams – Ugly Betty

### Outstanding Actress – Television Movie or Miniseries
Queen Latifah – Life Support
- Ellen Burstyn – Mitch Albom's For One More Day
- Debra Messing – The Starter Wife
- Anna Paquin – Bury My Heart at Wounded Knee
- Vanessa Redgrave – The Fever
- Gena Rowlands – What If God Were the Sun?

### Outstanding Ensemble – Drama Series
The Sopranos
- Boston Legal
- The Closer
- Grey's Anatomy
- Mad Men

### Outstanding Ensemble – Comedy Series
The Office
- 30 Rock
- Desperate Housewives
- Entourage
- Ugly Betty

### Outstanding Stunt Ensemble – Television Series
24 timer
- Heroes
- Lost
- Rome
- The Unit

## Film med flere nominationer
Fire
- Into the Wild

Tre
- Michael Clayton
- No Country for Old Men

To
- American Gangster

## Fjernsynsprogrammer med flere nominationer
Tre
- The Sopranos
- 30 Rock
- Ugly Betty

To
- Mad Men
- Boston Legal
- The Closer
- The Office
- Entourage

## References
1. 1 2  Bruno, Mike (2007-12-20). "The 14th Annual SAG Award Nominations". Entertainment Weekly. Arkiveret fra originalen 3. januar 2008. Hentet 2007-12-20.
2. ↑  "SAG Awards Nominations Page". Arkiveret fra originalen 18. januar 2010. Hentet 2008-01-02.
3. ↑  "Final 14th Annual SAG Awards Recipient Press Release". Screen Actors Guild. 2008-01-27. Arkiveret fra originalen 9. maj 2008. Hentet 2008-01-27.